# 세네갈 국회

세네갈 국회(프랑스어: Assemblée nationale)는 세네갈의 단원제 의회이다. 이 의회는 이전에 1999년부터 2001년까지, 2007년부터 2012년까지 양원제 입법부의 일부였으며 간접 선출된 상원이 상원이 되었다. 상원은 2012년 9월에 두 번째로 폐지되었다.

## 같이 보기
- 세네갈의 역사
- 입법부